# ヤーン・キルシプー
ヤーン・キルシプー（Jaan Kirsipuu、1969年7月17日 - ）、エストニア・タルトゥ出身の元自転車競技選手。1992年から2006年と2009年から2012年までプロ選手として活躍し、ツール・ド・フランスで通算区間4勝、1999年にはマイヨ・ジョーヌも着用した。鋭い切れ味のゴールスプリントを武器に活躍したスプリンター。勝利を追求する貪欲な走りと魁偉な容貌から「ブルドッグ」の異名をとった。2013年と2014年の2年間、カザフスタンのプロチーム、アスタナで監督も務めた。

## 経歴
1993年に、前年研修生として加入したシャザル・ヴェッタ・MBK（現在のAG2R・ラ・モンディアルでプロデビュー。当初はステージレースの区間優勝を狙うスプリンターであったが、弱小チームのためアシストも貧弱で勝利数は伸び悩んだ。しかし、1997年には才能が開花。98年にはUCI公認プロレースの年間最多勝を挙げるまでになった。この勝利数増加の背景には、プレステージが高くとも自分に不向きな戦術を強いられるレースはあえてキャンセルし、確実に勝てるレースを優先、チーム監督もこれを許したことが揚げられる。
　こうした「勝てる」レースを優先してメジャーなレースの勝ち星が無かったことと、自転車競技のマイナーなエストニア出身ということも重なり、強さの割にメディアの注目を集めることはなかったが、1999年のツール・ド・フランスの第1ステージで遂に区間優勝を果たし、第2ステージでマイヨ・ジョーヌを獲得、一躍注目を集めることになる。第2ステージ以降の区間優勝争いでは強力なアシスト陣を擁するトム・ステールスやマリオ・チポリーニの後塵を拝したものの、彼らが集団落車の巻き添えや走路妨害による降格処分でもたつく間にもこまめにボーナスタイムを稼ぎ続け、第2ステージから第7ステージまでマイヨ・ジョーヌを守りきる健闘を見せた。この活躍で一躍トップスプリンターとして名を上げることになるが、山岳ステージ最難関のガリビエ峠入り口であっさりとリタイア。引退までにツール・ド・フランス出場13回、区間優勝は4回を数えるが、チポリーニ同様一度として完走することは無かった。
　その後も毎年コンスタントに2ケタ勝利を挙げ続け、引退までに遂に130勝。チポリーニやローラン・ジャラベールといった大スターの知名度には及ばないものの、数少ない「プロ100勝越え」を果たした選手となった。
　2006年のパリ～ツールを最後にプロ選手としては引退。翌年からはエストニアのアマチュアチーム、CFC・ルートメーターに所属。2009年はマレーシアのコンチネンタルチーム、レトゥアに所属し、ツール・ド・北海道にも来日し、第3、第4ステージの二区間で連勝。小規模のレースが中心であるが勝利を重ねた。インタビューで「新しい国を訪れて、異文化を見ること、そして新しい友達をつくるため」レースを続けていると語った。
　2010年にアルメニア国籍の新規コンチネンタルチーム、CKT TMIT・チャンピオンシステムに移籍。チームが解散する2012年まで在籍した。
　2013年、カザフスタンのUCIプロチーム、アスタナの監督に就任。2シーズン監督を務めた。

## 主な成績

### グランツール
- 1998年　ブエルタ・ア・エスパーニャ 第3ステージ 優勝
- 1999年　ツール・ド・フランス 第1ステージ 優勝（マイヨ・ジョーヌ着用6日）
- 2001年　ツール・ド・フランス 第6ステージ 優勝
- 2002年　ツール・ド・フランス 第5ステージ 優勝
- 2004年　ツール・ド・フランス 第1ステージ 優勝

### ステージレース
- 1998年　ダンケルクの4日間区間1勝
- 1999年　パリ - ニース区間1勝　ダンケルクの4日間区間2勝　ツール・ド・ロワズ区間1勝、総合優勝
- 2000年　パリ - ニース区間1勝　ダンケルクの4日間区間1勝　カタロニア1週間区間1勝
- 2001年　ダンケルクの4日間区間4勝
- 2003年　ダンケルクの4日間区間1勝
- 2006年　エトワール・ド・ベセージュ区間2勝
- 2009年　ツール・ド・北海道区間2勝

### ワンデーレース
- グランプリ・ド・ショレ＝ペイ・ド・ロワーヌ　1997 - 1999年優勝
- エストニア選手権個人ロードレース　1988年、1998年、1999年、2002年、2005年、2008年優勝
- エストニア選手権個人タイムトライアル　1999年、2001 - 2007年優勝